# Brachichila sabahensis
Brachichila sabahensis – gatunek chrząszcza z rodziny biegaczowatych i podrodziny Lebiinae.

## Taksonomia
Gatunek opisany został w 2010 roku przez Ericha Kirschenhofera.

## Opis
Chrząszcz o długości ciała 6,5 mm i szerokości 2,7 mm. Ciało ma wydłużone, jajowate, raczej silnie wypukłe. Barwa i połysk żuwaczek rudobrązowy, głowy brązowawoczarny, przedplecza rudobrązowy, czułek i stóp rudożółty, goleni i ud brunatny, pokryw ciemnobrązowy z 2 plamkami na każdej: przednia szeroka, poprzeczna, przykrywająca międzyrzędy od 2 do 7, a 8 częściowo, a tylna poprzeczna, zaokrąglona, przykrywająca międzyrzędy od 2 do połowy 8, położona daleko od wierzchołka. Oczy silnie wyłupiaste. Skronie zredukowane. Dołeczki czołowe krótkie i ukośne. Przedplecze 1,66 raza szersze niż długie o bokach łukowato zwężających się z przodu i słabiej zwężonych ku podstawie, a tylnych kątach umiarkowanie szeroko zaokrąglonych. Krawędź podstawowa krótko pojedynczo falowana. pokrywach wydłużone, raczej silnie owalne, wyraźnie wypukłe o bokach słabo falistych przedwierzchołkowo, rzędach gładkich, a międzyrzędach płaskich. Spód ciała gładki.

## Występowanie
Gatunek ten jest endemitem Malezji, znanym wyłącznie z Sabahu.